# Kal Penn
Kalpen Suresh Modi (Montclair, 23 de abril de 1977), mais conhecido como Kal Penn, é um ator, produtor de cinema e ativista político dos Estados Unidos. Destacou-se por papéis de protagonista em filmes como National Lampoon's Van Wilder, Harold & Kumar Go to White Castle, The Namesake (2007), Epic Movie (2007), e Harold & Kumar Escape from Guantanamo Bay (2008). Atuou no papel de Dr. Lawrence Kutner na série de televisão House, M.D.. Também é conhecido pelo papel de Seth Wright em Designated Survivor, da Netflix.
Em 2009 foi contratado pela Casa Branca no governo Barack Obama para ser um dos diretores do Departamento de Relações Públicas da Presidência dos Estados Unidos.

## Biografia

### Juventude
Penn nasceu em Montclair, Nova Jérsei, filho de um engenheiro e de uma avaliadora de fragrâncias para uma companhia de perfumes; ambos eram imigrantes indianos de origem guzerate. Freqüentou a escola média na Marlboro Middle School, onde tocou saxofone barítono na banda de jazz local. Posteriormente se formou na Freehold Township High School, embora ocasionalmente seja citado como tendo se formado na Howell High School, de Nova Jérsei, onde se envolveu em diversas produções teatrais escolares, e no centro de belas-artes e artes cênicas local. Formou-se em Cinema e Sociologia na Universidade da Califórnia em Los Angeles (UCLA).

### Vida profissional
A estréia de Kal Penn no cinema veio em 1998, com o filme Express: Aisle to Glory. Desde então apareceu em diversas produções, como American Desi, National Lampoon's Van Wilder, Malibu's Most Wanted, A Lot Like Love, Harold & Kumar Go to White Castle, Dude, Where's the Party?, Love Don't Cost a Thing, Superman Returns, National Lampoon's Van Wilder: The Rise of Taj, Epic Movie, The Namesake, and Harold & Kumar 2. Penn também estrelou um piloto da série Awesometown, que foi rejeitado pela MTV, de autoria do grupo de cineastas The Lonely Island e co-estrelado pelo seu amigo pessoal Brandon Routh (o Super-Homem de Superman Returns).
Penn afirma ter escolhido o nome artístico de Kal Penn (a partir de seu nome, Kalpen) como uma brincadeira: "Quase como uma piada, para provar que meus amigos estavam errados, e meio como uma tentativa de ver se o que me disseram daria certo (que nomes anglicizados teriam mais destaque numa indústria dominada pelos brancos), coloquei 'Kal Penn' em meu currículo e nas minhas fotos." Suas audições e entrevistas de emprego aumentaram em 50%.
Em janeiro de 2007 Kal Penn apareceu nos primeiros quatro episódios da sexta temporada da série 24, como Ahmed Amar, um terrorista adolescente. Penn afirmou ter quase recusado o papel devido à sua ética pessoal: "Tive um imenso problema político com o papel. Foi, essencialmente, aceitar uma forma de filtragem racial. Acho que isso é repulsivo. Porém foi a primeira vez que tive uma chance de explodir as coisas, e pegar alguém como refém. Como um ator, por que eu não deveria ter essa oportunidade? Porque minha pele é marrom e eu devo ficar com medo sobre a ligação entre as imagens da mídia e os mecanismos de pensamento das pessoas?"
Também em janeiro do mesmo ano apareceu na comédia paródica Epic Movie, bem como na série televisiva Law & Order: Special Victims Unit, onde interpretou um estuprador e assassino ávido pelo reconhecimento. Em maio do mesmo ano recebeu o Prêmio de Excelência Asiática como Ator de Destaque, por seu papel no filme The Namesake.
Ainda em 2007 juntou-se ao elenco do drama médico da Fox, House, M.D., como um dos novos empregados do Dr. Gregory House para sua equipe.
Em 2008 Penn foi palestrante convidado na cadeira de Estudos Asiático-Americanos na Universidade da Pensilvânia. Lecionou um curso intitulado "Images of Asian Americans in the Media" ("Imagens dos Asiático-Americanos na Mídia").
Em 2009 foi convidado pelo governo de Barack Obama a ser um diretor de relações internacionais dos Estados Unidos. Em junho de 2010 se desligou do cargo e retornou a sua carreira de ator.
Criou uma grande amizade com o ator Hugh Laurie com quem atuou na serie House.

## Carreira

### Cinema
| Ano  | Título                                    | Título em português                                                  | Papel                      | Notas              |
| ---- | ----------------------------------------- | -------------------------------------------------------------------- | -------------------------- | ------------------ |
| 1998 | Express: Aisle to Glory                   |                                                                      | Jackie Newton              |                    |
| 1999 | Freshmen                                  |                                                                      | Ajay                       |                    |
| 2001 | American Desi                             |                                                                      | Ajay Pandya                |                    |
| 2002 | Hector                                    |                                                                      | Kendal Cunningham          |                    |
| 2002 | National Lampoon's Van Wilder             | br: O Dono da Festa pt: Van Wilder - Sempre a Abrir                  | Taj Badalandabad           |                    |
| 2003 | Love Don't Cost a Thing                   | br: Amor de Aluguel                                                  | Kenneth Warman             |                    |
| 2003 | American Made                             |                                                                      | (como Kalpen Modi) Jagdesh |                    |
| 2003 | Malibu's Most Wanted                      |                                                                      | Hadji                      |                    |
| 2003 | Dude, Where's the Party?                  |                                                                      | Mo (Mohan Bakshi)          |                    |
| 2004 | Harold & Kumar Go to White Castle         | br: Madrugada Muito Louca pt: Grande Moca, Meu                       | Kumar Patel                |                    |
| 2004 | Ball & Chain                              |                                                                      | Bobby                      |                    |
| 2005 | Sueño                                     |                                                                      | Raj                        |                    |
| 2005 | A Lot Like Love                           | br: De Repente É Amor pt: O Amor Está no Ar                          | Jeeter                     |                    |
| 2005 | Son of the Mask                           | br: O Filho do Máskara pt: A Máscara 2 - A Nova Geração              | Jorge                      |                    |
| 2005 | Dancing in Twilight                       |                                                                      | Sam                        |                    |
| 2006 | Bachelor Party Vegas                      | br: Despedida de Solteiro em Las Vegas pt: Uma Moca de Fim-de-Semana | Bob-z                      |                    |
| 2006 | Man About Town                            |                                                                      | Alan Fineberg              |                    |
| 2006 | Superman Returns                          | br: Superman - O Retorno pt: Super-Homem: O Regresso                 | Stanford                   |                    |
| 2006 | Deck the Halls                            | br: Um Natal Brilhante pt: Um Vizinho a Apagar                       | Amit Sayid                 |                    |
| 2006 | Van Wilder: The Rise of Taj               | br: O Dono da Festa 2                                                | Taj Badalandabad           |                    |
| 2007 | The Namesake                              |                                                                      | Gogol/Nikhil Ganguli       |                    |
| 2007 | Epic Movie                                | br: Deu a Louca em Hollywood                                         | Edward                     |                    |
| 2008 | Under New Management                      |                                                                      | Wheeler                    |                    |
| 2008 | Harold & Kumar Escape from Guantanamo Bay | br: Madrugada Muito Louca 2 pt: Grande Moca, Meu! A Fuga             | Kumar Patel                |                    |
| 2011 | A Very Harold & Kumar 3D Christmas        | br: O Natal Maluco de Harold e Kumar pt: Mocas Felizes, Meu!         | Kumar Patel                |                    |
| 2013 | Triumph: The Lowell Pomerantz Story       |                                                                      | Jordan Tichenor            |                    |
| 2013 | Bhopal: A Prayer for Rain                 |                                                                      | Motwani                    |                    |
| 2013 | Dementamania                              |                                                                      | Christian Van Burden       |                    |
| 2014 | The Sisterhood of Night                   |                                                                      | Gordy Gambhir              |                    |
| 2015 | The Girl in the Photographs               |                                                                      | Peter Hemmings             |                    |
| 2016 | Better Off Single                         |                                                                      | Brice                      |                    |
| 2017 | Speech & Debate                           |                                                                      | James                      |                    |
| 2017 | Once Upon a Time in Venice                |                                                                      | Rajeesh                    |                    |
| 2017 | The Layover                               |                                                                      | Anuj                       | [ 10 ]             |
| 2018 | The Ashram                                |                                                                      | Nitin                      | [ 11 ]             |
| 2020 | The Girl in the Woods                     |                                                                      |                            | [ 12 ]             |
| 2021 | Untitled Horror Movie                     |                                                                      | Mark                       | [ 13 ]             |
| 2021 | Hot Mess Holiday                          |                                                                      |                            | Produtor executivo |
| 2022 | Smile                                     |                                                                      |                            |                    |

### Televisão
Como ator
| Ano       | Título                            | Papel                      | Notas                                             |
| --------- | --------------------------------- | -------------------------- | ------------------------------------------------- |
| 1999      | Buffy the Vampire Slayer          | Hunt                       | Episódio: "Beer Bad"                              |
| 2000      | Sabrina, the Teenage Witch        | Prajeeb                    | Episódio: "You Can't Twin"                        |
| 2000      | Spin City                         | Buddy                      | Episódio: "The Spanish Prisoner"                  |
| 2001      | Angel                             | Jovem em Fez               | Episódio: "That Vision Thing"                     |
| 2001      | ER                                | Narajan                    | Episódio: "The Longer You Stay"                   |
| 2001      | NYPD Blue                         | Solomon Al-Ramai           | Episódio: "Baby Love"                             |
| 2001      | The Agency                        | Malek                      | Episódio: "Rules of the Game"                     |
| 2003      | All About the Andersons           | Doutor George              | Episódio: "Pilot"                                 |
| 2003      | Cosmopolitan                      | Noivo de Vandana           | Filme de TV                                       |
| 2003      | Tru Calling                       | Steven                     | Episódio: "Haunted"                               |
| 2004      | Homeland Security                 | Harrison                   | Filme de TV                                       |
| 2005      | Awesometown                       | Cara lendo jornal          | Filme de TV                                       |
| 2007      | 24                                | Ahmed Amar                 | 4 episódios                                       |
| 2007      | Law & Order: Special Victims Unit | Henry Chanoor              | Episódio: "Outsider"                              |
| 2007-2012 | House                             | Dr. Lawrence Kutner        | 37 episódios                                      |
| 2011-2014 | How I Met Your Mother             | Kevin                      | 10 episódios                                      |
| 2013      | We Are Men                        | Gil Bartis                 | 7 episódios                                       |
| 2015      | Battle Creek                      | Fontanelle White           | 13 episódios                                      |
| 2016      | Above Average Presents            | Gary Leland                | Episódio: "Sex for Athletes: No Strings Attached" |
| 2016      | Mack & Moxy                       | Kal                        | Episódio: "Always Be Prepared"                    |
| 2016      | New Girl                          | Tripp                      | 2 episódios                                       |
| 2016      | Deadbeat                          | Clyde                      | 13 episódios                                      |
| 2016      | Sanjay and Craig                  | Greg                       | Episódio: "JJ and Greg/Tuff Rider"                |
| 2016-2019 | Designated Survivor               | Seth Wright                | 53 episódios                                      |
| 2018-2021 | Fancy Nancy                       | Ravi Singh                 | 3 episódios                                       |
| 2019      | The Big Bang Theory               | Dr. Kevin Campbell         | 3 episódios                                       |
| 2019      | SpongeBob SquarePants             | Ele mesmo                  | Episódio: "SpongeBob's Big Birthday Blowout"      |
| 2019      | Sunnyside                         | Garrett Modi               | 11 episódios                                      |
| 2020      | It's Pony                         | Fred                       | 5 episódios                                       |
| 2020-2022 | Mira, Royal Detective             | Mikku / Guarda 2 / Cidadão | 54 episódios                                      |
| 2020      | Helpsters                         | Wally                      | Episódio: "Basketball Brianna/Heart's Fish"       |
| 2020      | The Girl in the Woods             | Arthur Dean                | Filme de TV                                       |
| 2021      | Clarice                           | Shaan Tripathi             | 10 episódios                                      |
| 2021      | Hot Mess Holiday                  | Ele mesmo                  | Filme de TV                                       |
| 2022      | American Horror Story: NYC        | Mac Marzara                | 5 episódios                                       |
| 2022      | The Santa Clauses                 | Simon Choksi / Papai Noel  | 4 episódios                                       |

Como apresentador
| Ano  | Título                                      | Papel        | Notas        |
| ---- | ------------------------------------------- | ------------ | ------------ |
| 2013 | The Big Brain Theory                        | Apresentador | 8 episódios  |
| 2015 | The Big Picture with Kal Penn               | Apresentador | 12 episódios |
| 2017 | Superhuman                                  | Apresentador | 8 episódios  |
| 2019 | This Giant Beast That Is the Global Economy | Apresentador | 8 episódios  |
| 2020 | Kal Penn Approves This Message              | Apresentador | 6 episódios  |
| 2021 | Money Hungry                                | Apresentador | 8 episódios  |

### Política
No dia 8 de abril de 2009, o ator foi contratado como diretor do Departamento de Relações Públicas da Presidência norte-americana, atuando junto aos grupos de comunicação dos EUA.